# قوشا تپه (غربی)
قوشا تپه (غربی) در شهرستان همدان، بخش شراء، دهستان شوردشت، روستای فیروزآباد واقع شده و این اثر در تاریخ ۱۸ اسفند ۱۳۸۷ با شمارهٔ ثبت ۲۵۱۵۲ به‌عنوان یکی از آثار ملی ایران به ثبت رسیده است.